# 타끼 앗딘

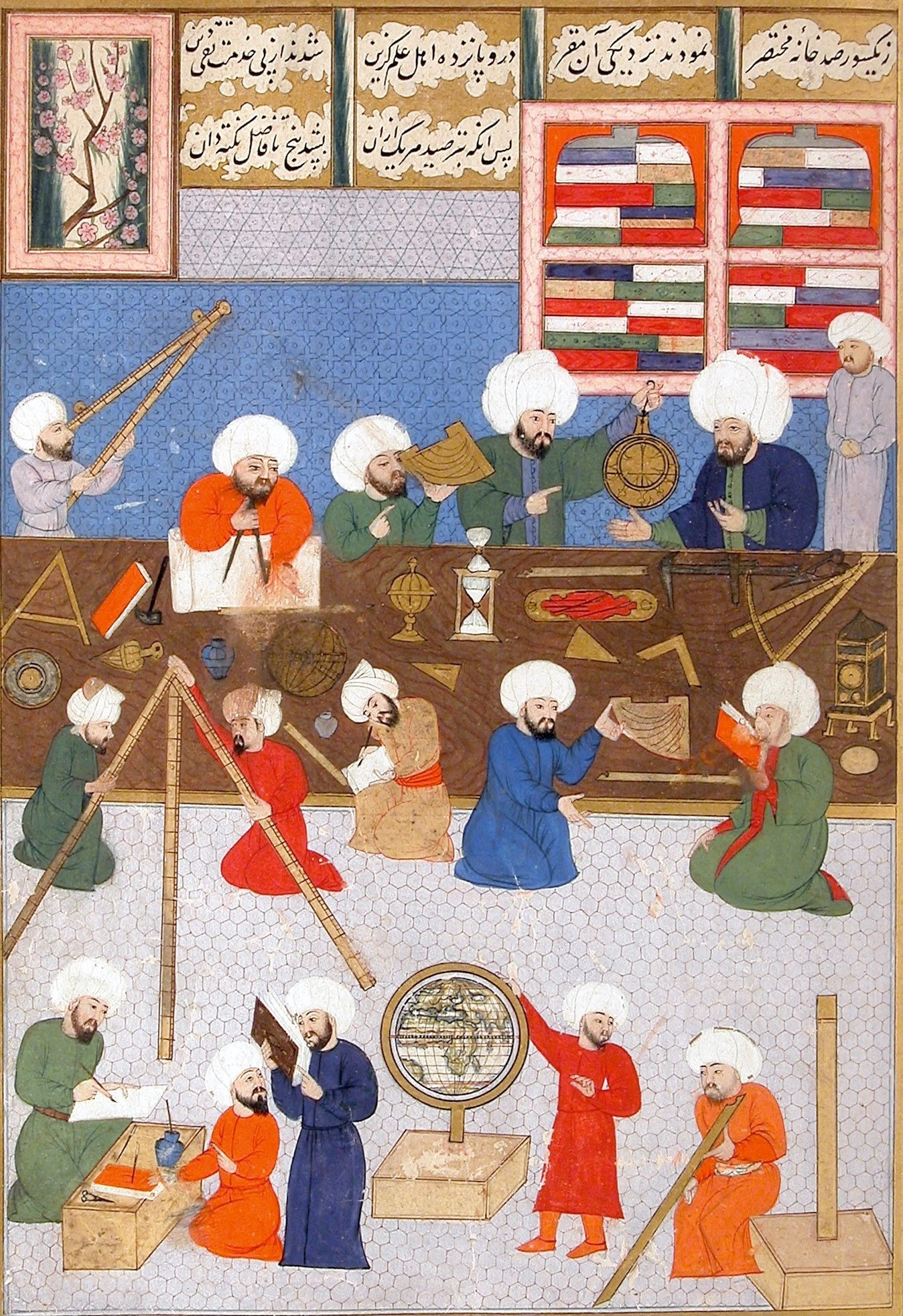
천문대에서 작업하는 타끼 앗딘

타끼 앗딘 무함마드 이븐 마으루프 앗샤미(아랍어: تقي الدين محمد بن معروف الشامي, 튀르키예어: Takiyüddin Mehmet 타키윗딘 메흐메트[*], 1521년 - 1585년) 또는 간단히 타끼 앗딘, 타키 앗딘은 16세기 오스만 제국의 무슬림 철학자, 신학자, 천문학자, 수학자, 물리학자, 시계공, 발명가로, 다방면에 걸쳐 90권 이상의 책을 썼다. 다마스쿠스의 튀르크계 가정에서 태어났다. 마드라사의 교사, 이슬람 법관, 천문대의 수석관측원 등 다양한 직업을 갖기도 하였다.
별의 좌표를 찾는 타끼 앗딘의 방법은 동시대 튀코 브라헤와 니콜라우스 코페르니쿠스의 것보다 정교한 것으로 알려져 있으며, 튀코 브라헤는 타끼 앗딘의 저작에 대해 알고 있었던 것으로 추측된다. 타끼 앗딘은 독창적인 발명가로서도 명성이 높은데, 1551년 초보적인 증기 기관을 제작한 것이 특히 유명하다. 그 밖에 복잡한 피스톤 펌프와 시계 등을 다루고 발명해 냈으며, 망원경을 비롯한 천문 관측 기구들도 발명했다. 타끼 앗딘의 감독 하에 오스만 제국의 수도 이스탄불에 당시 유럽에서 가장 큰 규모의 천문대 중 하나가 만들어지기도 했다.

## 같이 보기
- 중세 이슬람 세계의 과학
- 중세 이슬람 세계의 발명품

## 참고 문헌
- King, David A.. "Taki al-Din". Encyclopaedia of Islam (2nd Ed.) 10: pp. 132–3.
- King, David A. (1986). A Survey of the Scientific manuscripts in the Egyptian National Library. 5. Winona Lake, IN, USA: American Research Center in Egypt. pp. 171–2.
- Hassan, Ahmad Y (1976). Taqi al-Din and Arabic Mechanical Engineering. Institute for the History of Arabic Science, Aleppo University.
- Gautier, Antoine (December 2005). "L'âge d'or de l'astronomie ottomane". L'Astronomie 119.